# Karimani, Parasgad
Karimani là một làng thuộc tehsil Parasgad, huyện Belgaum, bang Karnataka, Ấn Độ.